# F comme Flint
Série
Notre homme Flint
(1966)
Pour plus de détails, voir Fiche technique et Distribution.
F comme Flint (In Like Flint) est un film américain de Gordon Douglas sorti en 1967. Il fait suite à Notre homme Flint.

## Synopsis
L'agent Flint découvre que le président des États-Unis est un imposteur. Ce dernier est en réalité un acteur engagé par un groupe de femmes qui tentent de conquérir le monde. Pour ce faire, elles se servent de leurs salons de coiffure pour effectuer des lavages de cerveaux à toute personne s’y rendant…

## Fiche technique
- Titre : F comme Flint
- Titre original : In Like Flint
- Réalisation : Gordon Douglas, assisté de David S. Hall
- Scénario : Hal Fimberg
- Directeur de la photographie : William Daniels
- Montage : Hugh S. Fowler
- Musique : Jerry Goldsmith
- Distribution : Joe Scully
- Costumes : Ray Aghayan
- Décors : Dale Hennesy et Jack Martin Smith
- Effets spéciaux visuels : L.B. Abbott, Art Cruickshank et Emil Kosa Jr.
- Producteur : Saul David
- Producteur associé : Martin Fink
- Compagnie de production : Twentieth Century Fox Film Corporation
- Compagnie de distribution : Twentieth Century Fox
- Genre : Comédie
- Budget : 3 775 000 de dollars (Estimation)
- Pays de production :  États-Unis
- Durée : 114 minutes (1 h 54)
- Langue : Anglais Mono
- Image : Couleurs
- Ratio : 2.35:1
- Négatif : 35 mm
- Procédé : CinemaScope
- Date de sortie :
  - États-Unis : 15 mars 1967
  - France : 26 mai 1967
- Affiche : Raymond Elseviers (Belgique)

## Distribution
- James Coburn (VF : Jean-Pierre Duclos) : Derek Flint
- Lee J. Cobb (VF : André Valmy) : Lloyd C. Cramden
- Jean Hale (VF : Martine Sarcey) : Lisa Norton / Norma Benson
- Andrew Duggan (VF : Jean Michaud) : le président Trent / Sebastien, l'acteur
- Anna Lee (VF : Nadine Alari) : Elisabeth
- Hanna Landy (VF : Claire Guibert) : Helena
- Totty Ames (VF : Nelly Benedetti) : Simone
- Steve Ihnat (VF : Roger Rudel) : le colonel puis général Carter
- Thomas Hasson (VF : Jean Lagache) : le lieutenant Avery
- Mary Michael : Terry
- Diane Bond : Jan
- Jacki Ray (VF : Joëlle Janin) : Denise
- Herb Edelman : le premier russe
- Yvonne Craig (VF : Hélène Vallier) : Natasha, la ballerine
- Buzz Henry : Austin
- Mary Meade French (VF : Paule Emanuele) : Hilda
- W.P. Lear Jr. (VF : Pierre Collet) : Bill Lear
- Dick Dial (VF : Claude Joseph) : le second astronaute séquestré
- Thordis Brandt (VF : Jacqueline Carrel) : une amazone blonde, « équipière » de Hilda